# Guillermo Ogaz
Guillermo Ogaz fue un futbolista chileno apodado "el Tripa". Jugó en Magallanes entre 1933 y 1937, obteniendo tres títulos nacionales, además de ser el goleador del campeonato nacional en 1935, con 13 goles.
En 1931 tuvo un breve paso por Colo-Colo, con el que debutó el 24 de mayo frente a Liverpool Wanderers. En el partido marcó dos de los goles de la victoria de Colo-Colo por 7 a 1, sin embargo, luego de comprobar que Ogaz jugó sin estar inscrito, la Asociación de Santiago declaró ganador del encuentro a Liverpool Wanderers y multó a Colo-Colo con $50 de la época. Tras el incidente, Ogaz no volvió a jugar con El Cacique.
Después de fichar en Deportivo Ñuñoa, en 1932 se integró a Magallanes gracias a la fusión que tuvo lugar entre ambos clubes el 30 de octubre de ese año. Una vez iniciado el profesionalismo, anotó un total de 43 goles en 35 partidos oficiales. Se caracterizaba por poseer un fuerte carácter, retirándose prematuramente del fútbol por un problema que tuvo con el periodista Renato González.
Entre sus éxitos registra el haber convertido seis goles en un partido, siendo el primer delantero en inscribir este logro en los torneos profesionales.

## Clubes
| Club            | País  | Año         |
| --------------- | ----- | ----------- |
| Colo-Colo       | Chile | 1931        |
| Deportivo Ñuñoa | Chile | 1932        |
| Magallanes      | Chile | 1932 − 1937 |

## Palmarés

### Títulos nacionales
| Título                    | Club       | País  | Año  |
| ------------------------- | ---------- | ----- | ---- |
| Primera División de Chile | Magallanes | Chile | 1933 |
| Primera División de Chile | Magallanes | Chile | 1934 |
| Primera División de Chile | Magallanes | Chile | 1935 |

### Distinciones individuales
| Distinción                               | Año  |
| ---------------------------------------- | ---- |
| Goleador de la Primera División de Chile | 1935 |